# 15925 Rokycany
15925 Rokycany (tên chỉ định: 1997 VM6) là một tiểu hành tinh vành đai chính. Nó được phát hiện bởi Lenka Kotková ở Đài thiên văn Ondřejov gần Ondřejov, Cộng hòa Séc, ngày 10 tháng 11 năm 1997. Nó được đặt theo tên Rokycany, a town ở Plzeň Region of Cộng hòa Séc.